# 주인 푼틸라와 하인 마티
《주인 푼틸라와 하인 마티》(Herr Puntila und Sein Knecht Matti)는 독일의 극작가 베르톨트 브레히트가 쓴 코미디이다. 1940년 쓰였으며 1948년 처음 공연되었다. 브레히트는 핀란드 체류 시기, 폴란드 작가 부올리요키로부터 지주 푼틸라에 대한 이야기를 듣는다. 맨정신일 때는 혹독한 지주였다가 술만 마시면 한없이 너그러워지는 인물 푼틸라의 이야기는 부올리요키의 손에서 소설로, 브레히트의 손에서 희곡으로 각색된다.

## 배경
브레히트가 ＜사천의 선인＞ 집필에 매달리고 있던 때다. 이 세상에서 살아남기, 단 착하게. 브레히트가 셴테의 딜레마에 대해 이야기하자 듣고 있던 핀란드 작가 부올리요키는 ‘지킬과 하이드’ 같은 이중성을 지닌 한 인물에 대해 이야기한다. 천성이 호탕하고 거친 대지주 푼틸라에 대한 이야기는 브레히트에게 영감을 제공한다.
핀란드 타바스트 지역의 대지주 푼틸라는 평소엔 거칠고 냉담하지만 술에 취하면 한없이 인간적이다. 운전수 마티는 그런 푼틸라를 때문에 몇 번씩 천국과 지옥을 오간다. 어느 날은 술에 취해 참사관과 약혼한 딸을 파혼시키고 마티를 사위로 맞고자 했다가 또 다른 날은 마티를 해고하겠다고 으름장을 놓는다. 마티는 결국 푼틸라의 농장을 떠나기로 한다. 술에 취해 있든 아니든 지주라는 계급적 본성에는 차이가 없다는 것을 깨달은 것이다.
부올리요키는 이 희곡의 공동 창작자로 이름을 올렸다. 하지만 완성된 작품의 공연을 보고는 실망했다. 자신의 기획과는 전혀 다른 작품이었다. 이후 공연에서 공동 창작자의 이름은 빠졌고, 이 일로 브레히트는 부올리요키와의 저작권 분쟁에 휘말리기도 했다. 역자는 이 작품을 브레히트 작품 가운데 ＜푼틸라＞ 가장 혁명적인 작품이라고 해설한다.